# Zhoushan
Zhoushan, a volte trascritta anche Chusan, è una città-prefettura nel Nord-Est del Zhejiang, Repubblica Popolare Cinese. Zhoushan è l'unica città a livello di distretto consistente di sole isole. È situata alla bocca della baia di Hangzhou, ed è separata dal continente da uno stretto braccio di mare.

## Amministrazione
La città di Zhoushan amministra 2 distretti e 2 contee.
- Distretto di Dinghai (定海区)
- Distretto di Putuo (普陀区)
- Contea di Daishan (岱山县)
- Contea di Shengsi (嵊泗县)

### Gemellaggi
Zhoushan è gemellata con Richmond, città portuale della Baia di San Francisco.

## Storia
Già 6000 anni fa, nel Neolitico, l'arcipelago era sede della cultura di Hemudu. Durante il Periodo delle primavere e degli autunni Zhoushan era conosciuta come Yongdong (涌东), dal momento che è situata ad Est del fiume Yong, ed apparteneva al regno di Yue.
I pescatori ed i navigatori abitanti dell'isola praticavano la pirateria, e di frequente presero parte a rivolte contro il governo centrale. Durante la Dinastia Jin Orientale l'isola di Zhoushan fornì la base alla rivolta di Sun En. Sun En, un membro della setta taoista delle Cinque Misure di Riso (wudou midao), lanciò la ribellione intorno al 400, e fu sconfitto dagli eserciti dei Jin nel 402.
Nell'863, Hui'e (慧锷) e Zhang-shi (张氏), monaci buddisti giapponesi di Putuoshan, posero una statua del Buddha Guanyin nella Grotta di Chaoying (潮音洞), diventata in seguito una popolare destinazione turistica.
Durante la Dinastia Ming, in particolar modo tra il 1530 ed il 1560, Zhoushan divenne una delle principali basi da cui pirati giapponesi e cinesi lanciavano attacchi in grado di giungere fino a Nanchino; "I territori dallo Shandong settentrionale al Guangdong orientale erano devastati fino a sessanta miglia dalla costa."
Zhoushan divenne un importante centro commerciale dopo la soppressione della pirateria. Durante la Dinastia Qing, Zhoushan ebbe un ruolo simile a quello di Xiamen e di Canton, divenendo uno dei porti usati dai mercanti Occidentali Nel 1760 gli Occidentali furono costretti ad abbandonare l'isola di Zhoushan in seguito alla limitazione del commercio europeo al porto di Canton. Una delle richieste che la delegazione dell'ammiraglio Lord Macartney mosse all'imperatore Qianlong nel 1793 era la concessione di "un'isoletta non fortificata, ove i commercianti Britannici potessero risiedere, tenere i propri beni a deposito e riparare le navi". L'imperatore respinse questa e le altre richieste mosse dalla delegazione. Si veda "Ch'ien lung's Letter to George III," https://web.archive.org/web/20060107111752/http://web.jjay.cuny.edu/~jobrien/reference/ob41.html.
Durante la Prima Guerra dell'Oppio, Zhoushan fu conquistata dalle forze britanniche comandate dal capitano Charles Elliott. Le truppe di Elliott abbandonarono l'isola agli inizi del 1841, in seguito alla conclusione di accordo in base al quale Qishan, governatore di Tianjin e gran segretario dell'imperatore Daoguang, acconsentiva a cedere agli Inglesi l'isola di Hong Kong.
Diversamente da Zhoushan, all'epoca Hong Kong era solo un piccolo villaggio di pescatori. La reazione del Ministro degli Esteri britannico Palmerston, alla notizia dell'avvenuto accordo è famosa ("un'isola deserta, senza neanche una casa"). La conclusione di questo accordo sfavorevole causò la rimozione di Elliott nell'aprile del 1981. Il suo successore, Sir Henry Pottinger, posto a capo di una flotta Britannica riconquistò Zhoushan nell'agosto del 1841. La Prima Guerra dell'Oppio si concluse con il Trattato di Nanchino, in base al quale la Cina si impegnava ad aprire al commercio ed alla residenza da parte di sudditi britannici le città di Canton, Fuzhou, Amoy, Ningbo, e Shanghai. Gli Inglesi mantennero il controllo dell'isola a garanzia del rispetto del trattato fino al 1846. Durante la Seconda Guerra dell'Oppio, nel 1860 Zhoushan fu nuovamente occupata dagli Inglesi.
Wang Yijun (王义钧) del Celeste Regno dei Taiping, cercò di riconquistare Zhoushan dalle forze della dinastia Qing, il 13 febbraio 1862, perdendo la vita in battaglia.
Sun Yat-sen il 25 agosto 1916 si recò in visita a Zhoushan, ove scrisse In viaggio verso Putuo (游普陀志奇 You Putuo Zhiqi).

### Storia amministrativa
Conosciuta come Distretto di Wengshan (翁山县), della Prefettura di Ming Prefecture (明洲) nel 738, dinastia Tang.
Rinominata Distretto di Changguo (昌国县) nel 1073, durante la Dinastia Song.
Durante la Dinastia Yuan diviene prefettura (昌国州), e nel 1688 il suo nome è cambiato in Distretto di Dinghai (定海县). Nel 1841 diviene una prefettura amministrata dal governo provinciale (定海直隶厅), e dopo il crollo dell'impero torna ad essere una contea.
Durante il periodo Repubblicano, la contea di Dinghai continuò ad essere parte della provincia del Zhejiang. Tuttavia nel 1946 Shengshi divenne un Distretto Insulare amministrato direttamente dal governo provinciale del (列岛直属区) Jiangsu. Nel 1949 tornò ad essere una contea. Nello stesso anno, il restante territorio di Dinghai fu diviso nei distretti di Dinghai e Wengzhou (翁洲).
Le forze comuniste ottennero il controllo di Zhoushan il 17 maggio 1950. Wengzhou divenne nuovamente parte del distretto di Dinghai, che all'epoca costituita un distretto speciale della città di Ningbo (宁波专区). Shengsi divenne un distretto speciale (特区) di Songjiang (松江专区), per essere elevata al rango di contea solo nel 1951.
Nel 1953 il Consiglio di Stato approvò la suddivisione di Dinghai nelle contee di Dinghai, Putuo e Daishan. Inoltre, Shengsi ritornò a far parte della provincia del Zhejiang. Insieme a Dinghai, Putuo e Daishan, divenne un distretto speciale della contea di Xiangshan (象山).
Zhoushan divenne un distretto speciale di Ningbo nel 1958, per riottenere la propria autonomia solo nel maggio del 1962, e divenire una prefettura (地区) nel 1967.
Nei primi anni sessanta, Shengsi fu temporaneamente assegnata a Shanghai. Nel 1962 fu creata la contea di Daqu (大衢), che quattro anni più tardi fu suddivisa tra Daishan e Shengsi.
Zhoushan divenne una città a livello di prefettura il 27 gennaio 1987, quando Dinghai e Putuo furono elevati al livello di distretti. Il governo popolare di Zhoushan fu insediato l'8 marzo del 1987. Nell'aprile dello stesso anno, il porto di Zhoushan fu aperto al traffico straniero, ed il 10 aprile 1988 Zhoushan divenne una zona costiera aperta.

## Geografia fisica
L'arcipelago di Zhoushan è formato da 1390 isole e da 3306 barriere rocciose e si situa nella baia di Hangzhou. Con l'esclusione delle isole del Mar Cinese Meridionale, è il più grande arcipelago della Repubblica Popolare Cinese. Sole 103 isole sono abitate per tutto l'anno. 58 isole hanno superficie maggiore di 1 km², e costituiscono il 96,9 % del territorio dell'arcipelago. Solo 15 isole hanno più di 10.000 abitanti. Le maggiori isole, collocate nella parte meridionale dell'arcipelago, sono:
| - Zhoushan (舟山岛) - Daishan (岱山岛) - Zhujiajian (朱家尖岛) - Liuheng (六横岛) - Jintang (金塘岛) - Taohua (桃花岛) - Putuoshan (普陀山) - Cezi (册子岛) - Xiushan (秀山岛) - il monte Maji (马迹山) - Tong (童岛(海礁)) | - Fodu (佛渡岛) - il monte Ao (岙山) - Shengshan (嵊山岛) - il Monte Yang maggiore (大洋山) - il Monte Yang minore (小洋山) - Sijiao (泗礁山) - Changzhi (长峙岛) - il Monte Changtu maggiore (大长涂山) - il Monte Changtu minore (小长涂山) - Changbai (长白岛) |

La superficie marina di Zhoushan è pari a 20800 km², e 1440,12 km² di suolo di cui 183,19 km² sono sommersi dall'alta marea.

## Popolazione
Nel 2001, vi erano 981.014 abitanti suddivisi in 351.224 nuclei familiari. Il tasso di natalità era pari al 6,34‰ ed il tasso di mortalità pari al 6,37‰. Il tasso di crescita della popolazione era pari allo -0,03‰. L'isola ha una densità abitativa di 683 persone per kilometro quadrato, il doppio della media provinciale, e quasi sei volte di più della media nazionale.